# Clinceni
Clinceni est une commune roumaine située dans le județ d'Ilfov.